# De Zuidert
De Zuidert (également appelé Zuiderbuurt ) est un « terp », c'est-à-dire une élévation artificielle, situé sur la partie sud de l'Ens, sur l'ancienne île de Schokland. Cette île, désormais incluse dans les terres, depuis l'assèchement des polders environnants, est située sur la commune de Noordoostpolder, dans la province néerlandaise de Flevoland.

## Situation et topographie

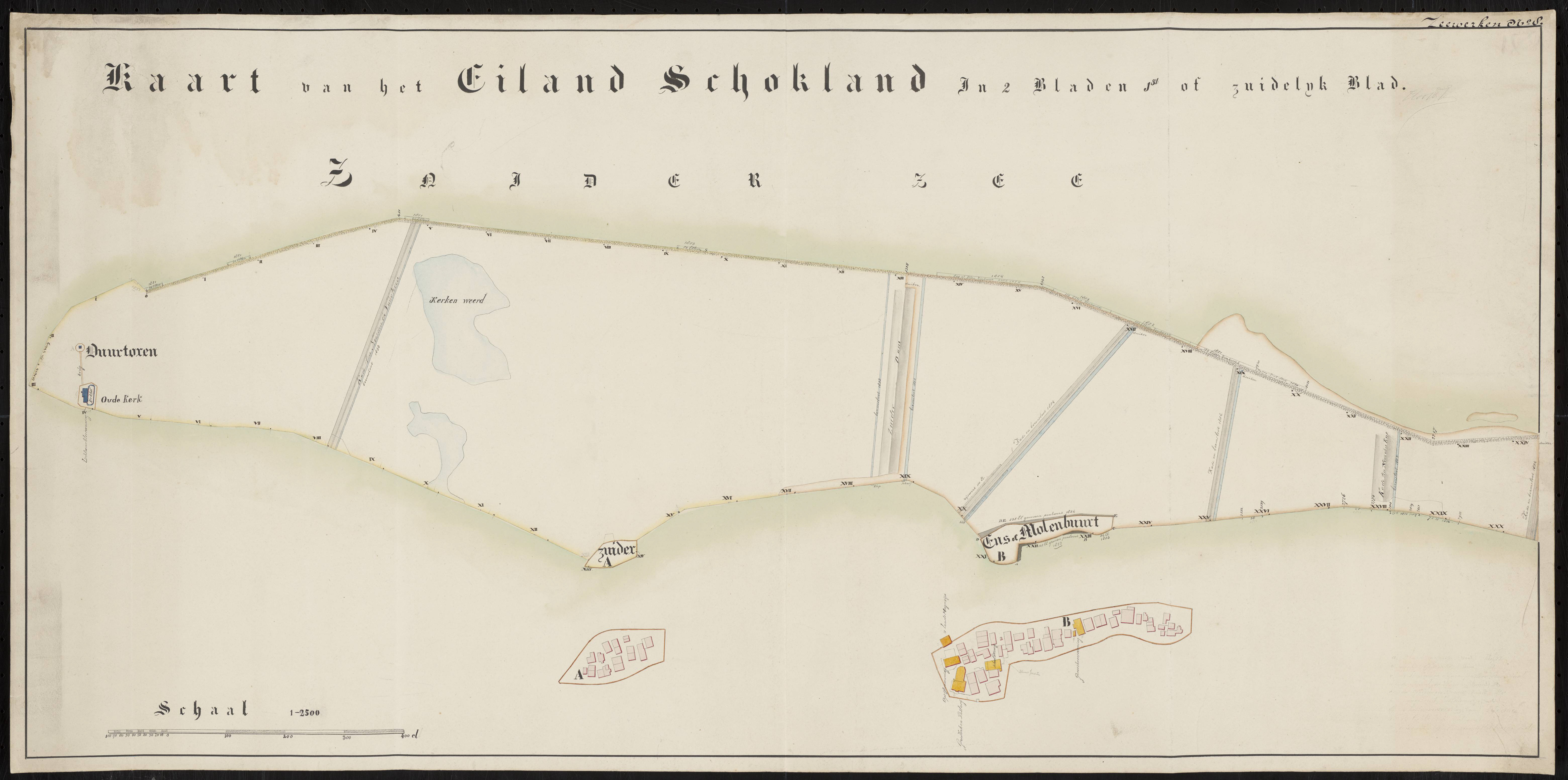
Ancien plan de l'île de Schokland. De Zuidert est ici indiqué en bas, à gauche de la carte.

Le terp est localisé dans la partie sud-est de Schokland. Le site, qui trouve son emplacement au sud de Middelbuurt et du musée de Schokland, est actuellement délimité par une zone tampon reposant sur une nappe phréatique. Le terp s'élève à une altitude de 2,59 m par rapport au référentiel NAP.

## Histoire
Le terp est habité à partir de 1400. En 1775, les maisons sont détruites par un incendie puis reconstruites. La même année, en raison d'une importante montée des eaux de la Zuiderzee, le site fait l'objet d'une inondation. En 1855, De Zuidert compte 14 familles et 16 habitations, de taille modeste, disséminées sur son territoire. L'île est évacuée en 1859, sur ordre du roi Guillaume III, à titre de protection contre les inondations fréquentes. Après l'évacuation de l'île, les anciennes structures domestiques de De Zuidert sont démolies. Le terp est maintenant un monument national. Ne restent sur le terp qu'une maison et un puits reconstitués.
Des investigations archéologiques, entreprises entre 1999 et 2002, ont permis de mettre en évidence des artefacts confectionnés en métal. Après l'aménagement d'une zone tampon hydrologique sur la partie est de Schokland en 2002, le site a fait à nouveau l'objet d'autres fouilles en 2003 et 2004,.

## Galerie

De Zuidert
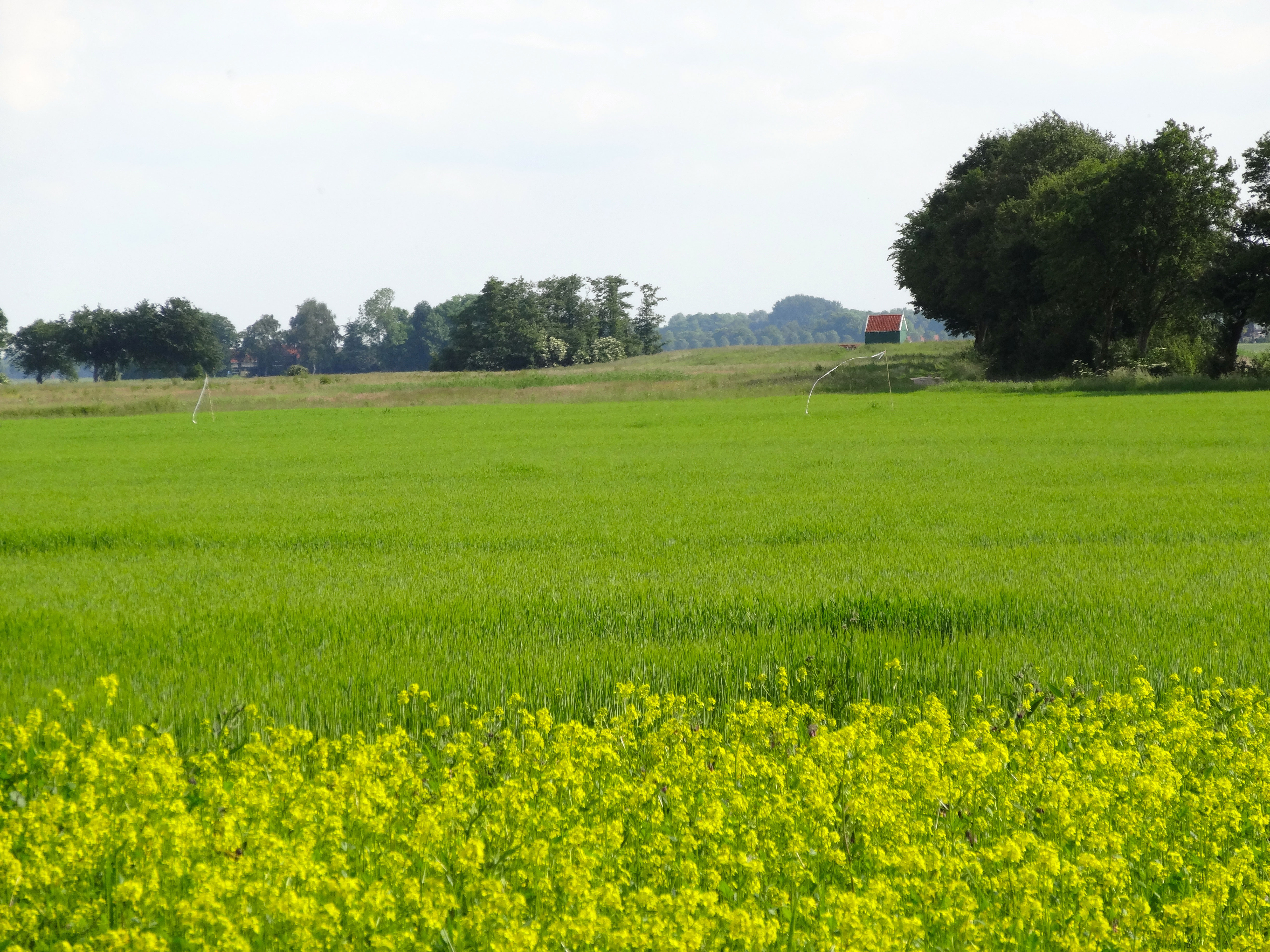
Le monticule.
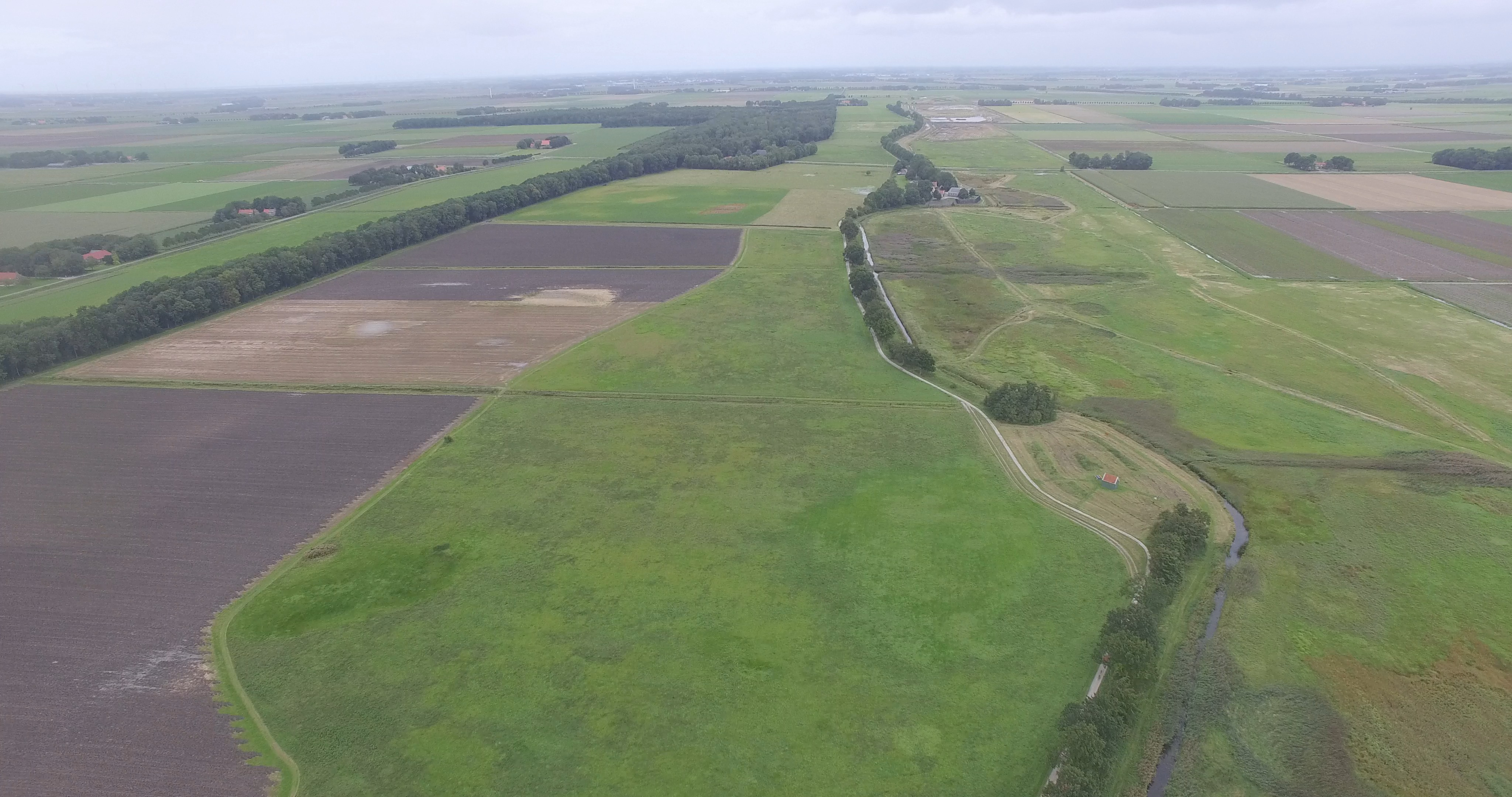
Vue panoramique.
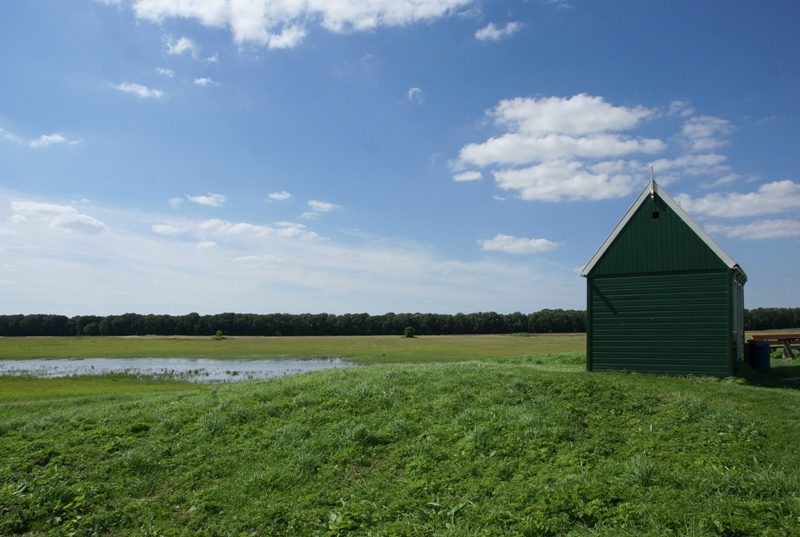
Le terp.